# Fortaleza de Mdzovreti
La fortaleza de Mdzovreti (en georgiano: მძოვრეთის ციხე) es una fortaleza roquera en la región de Iberia interior (o Shida kartli), en el pueblo de Ortubani, Municipio de Kareli, Georgia. Se encuentra ubicada en el margen derecho del río Dzama. El complejo incluye una iglesia, un campanario, un castillo y varias casas y lugares agrícolas. 

## Historia
Hubo una ciudad histórica de Mdzovreti. En el siglo X, se encontraba allí un refugio para el futuro rey de Abjasia Teodosio III, en el siglo XIII la fortaleza perteneció al duque de duques Gamrekeli, hijo de Kakha (Toreli). En 1640 en la fortaleza se mantuvo Nodar Tsitsishvili durante su rebelión contra el rey. El rey Rostom, entonces en pugna con Teimuraz I de Kajetia, no pudo arrebatarle la fortaleza.

## Diseño
La fortaleza de Mdzovreti posee una complicada construcción monumental erigida sobre la roca. Tres capas de construcción se encuentran en ella. En la parte oriental de la fortaleza hay una iglesia dedicada a la Virgen María. 